# Tuolpukkajärvi
Tuolpukkajärvi (nordsamiska Dulbbokjávri) är en sjö i Kiruna kommun i Lappland och ingår i Torneälvens huvudavrinningsområde. Sjön har en area på 0,79 kvadratkilometer och ligger 384,1 meter över havet. Tuolpukkajärvi ligger i Torneträsk-Soppero fjällurskog Natura 2000-område. Sjön avvattnas av vattendraget Tuolpukkajoki. Vid Tuolpukkajärvis västra strand ligger bosättningen Tuolpukka eller Dulbbok.

## Delavrinningsområde
Tuolpukkajärvi ingår i det delavrinningsområde (754990-175478) som SMHI kallar för Utloppet av Tuolpukkajärvi. Medelhöjden är 408 meter över havet och ytan är 4,41 kvadratkilometer. Räknas de 2 avrinningsområdena uppströms in blir den ackumulerade arean 31,58 kvadratkilometer. Tuolpukkajoki (samiska Dulbbokjohka) som avvattnar avrinningsområdet har biflödesordning 3, vilket innebär att vattnet flödar genom totalt 3 vattendrag innan det når havet efter 348 kilometer. Avrinningsområdet består mestadels av skog (82 procent). Avrinningsområdet har 0,79 kvadratkilometer vattenytor vilket ger det en sjöprocent på 17,8 procent.